# Термичка обрада челика
Термичка обрада челика служи за промену својстава челика и његово прилагођавање. Састоји од из три фазе: загревања до одређене температуре, задржавања на изабраној температури и хлађења. При томе, зависно од температуре и времена загревања, могу настати фазне промене у челику или само дифузије присутних елемената.
Постоје различити начини поделе метода термичке обраде челика, а један од њих је на:
1. Жарење
2. Нормализација
3. Каљење
4. Отпуштање и
5. Старење (челика)

## Жарење
Жарење је поступак термичке обраде загревањем делова до одређене температуре, на којој се задржавају извесно време, а затим се полако хладе.
Разликују се следеће врсте жарења:
- хомогенизационо жарење
- меко жарење
- рекристализационо жарење

#### Хомогенизационо жарење
Изводи се у циљу уједначавања хемијског састава челика, обично након ливења или неког другог технолошког процеса, који доводи до појаве нехомогености структуре. Изводи се на релативно високим температурама (1000 до 1300 °C), да би се омогућила брза дифузија присутних елемената и уједначавање хемијског састава, по целој запремини. При томе долази до укрупњавања зрна, па након овог жарења челик има малу чврстоћу и тврдоћу, мало ојачава услед деформације и погодан је за обраду резањем. Након механичке обраде, жарени делови се обично подвргавају неком од завршних видова термичке обраде, као што су каљење и отпуштање.
Брзина загревања при хомогенизационом жарењу нема битног утицаја на својства, као што утичу време, температура жарења, као и брзина хлађења. Са порастом температуре и времена жарења остварује се хомогенија структура, док мала брзина хлађења жареног челика омогућује задржавање мекане структуре, без унутрашњих напрезања до собне температуре.

#### Меко жарење
Изводи се са циљем побољшања машинске обрадивости и припреме структуре за каљење. Жарење челика се изводи на температурама од 650 до 750 °C. Дуготрајним жарењем у области А1 температуре настаје сфероидизација ламела цементита тј. прелаз ламеларног перлита у зрнасти. Услед промене облика и величине честица цементита знатно се побољшава обрадивост резањем и обрадивост деформисањем. Најпогоднија структура меко жареног челика је феритна са округлим честицама карбида средње величине. У случају веома ситних честица карбида, челик има велику чврстоћу и тврдоћу, па се због тога тешко обрађује, док у случају крупних честица карбида, челик има превелику жилавост, услед чега, при резању настаје тракаста струготина, која је непогодна. Обрађена површина жилавих челика је такође слабијег квалитета. Након меког жарења изводи се веома споро хлађење.

#### Рекристализационо жарење
Рекристализационо жарење се зводи са циљем враћања својстава пластичности челику, који је претходно био деформисан у хладном стању. Ефекат загревања се огледа у смањењу чврстоће и тврдоће, уз истовремено повећање својстава деформабилности. При деформисању у хладном стању настају структурне промене које се карактеришу појавом великог броја дислокација и других грешака у кристалној структури метала и повећањем нивоа његове енергије, обезбеђујући покретачку силу за одвијање процеса опорављања и рекристализације. При томе опорављање обухвата промене које настају на нивоу кристалне решетке, као што је исправљање еластично деформисаних делова решетке, кретање тачкастих дефеката и дислокација унутар решетке и њихово правилно распоређивање, затим поништавање извесног броја тачкастих и линијских грешака у решетки, док рекристализација представља стварање нових равноосних зрна од претходно деформисаних.
Ново формирана зрна расту, при даљем загревању или држању на високим температура. Да би се разликовао процес рекристализације од раста зрна, у литератури се такође користе и изрази примарна и секундарна рекристализација.
При опорављању могу настати следеће промене у структури: интерстицијски смештени атоми могу прећи у оближње празнине и тако смањити број тачкастих грешака решетке, затим дислокације супротног знака се могу поништити, такође доводећи до извесног смањивања броја линијских грешака решетке. Поред тога, појединачне празнине се могу спојити у линијску групу празнина, а дислокације се могу померити тако да заузму праволинијски распоред у кристалној решетки односно могу да формирају малоугаону границу. При томе, број дислокација остаје исти, али је њихова енергија смањена. Процес сређивања дислокација се назива полигонизација.
При опорављању се могу променити физичке карактеристике деформисаног метала као нпр. електрични отпор, док механичка својства остају приближно иста.
Рекристализација настаје механизмом настајања центара рекристализације и раста кристала, слично као при кристализацији из растопа. Процес рекристализације се активира загревањем а енергија потребна за одвијање овог процеса се ослобађа услед смањивања броја дислокација деформисаног метала. После рекристализације механичка својства се знатно мењају достижући вредности пре деформисања.
Број центара рекристализације и брзина раста нових кристала зависи од степена претходне деформације и температуре на којој се одвија деформација. Величина зрна после рекристализације може бити већа или мања у односу на величину зрна пре деформације.
Постоји нека критична вредност степена деформације, до које нема промене величине, односно не долази до рекристализација. Разлог за ово је тај што је исувише мала енергија унета и акумулирана у металу при деформацији, тако да процес рекристализације не може да се покрене. Уколико при загревању метала деформисаног са критичном степеном деформације процес рекристализације крене, расположива разлика слободних енергија може да обезбеди мали број центара рекристализације, продес рекристализације се одвија споро и настају веома крупна зрна. Повећањем степена деформације уноси се већа енергија у структуру деформисаног метала, тако да процес рекристализације почиње на већем броју места у деформисаној структури и све брже се одвија, а због већег броја центара рекристализације структура је постаје ситнозрнаста.
Температура рекристализације није чврсто одређена карактеристика метала (као нпр. температура топљења). већ се креће у ширим границама, зависно од степена деформације, времена загревања, величине зрна деформисане структуре и хемијског састава. Минимална вредност ове температуре износи око 0,4Tt тј. 450 °C за гвожђе, а за угљеничне челике обично износи од 450 до 600 °C. Температура при којој се хладно деформисани метал рекристалише у току 1 сата се сматра температуром рекристализације. Уколико се деформисање одвија на температури која је изнад температуре рекристализације, онда деформисање изазива рекристализацију која се истовремено одвија са деформисањем, па се тада ради о деформацији у топлом стању. Због истовременог одвијања деформисања и рекристализације нема ојачавања метала и пада деформабилности. Овај вид рекристализације се назива и динамичка рекристализација.
Појава раста зрна након рекристализације није погодна, јер доводи до смањења жилавости метала. Појава секундарног раста зрна је могућа при загревању јако деформисаног метала на високе температуре.

## Нормализација
Нормализација представља загревање челика у циљу образовања аустенитне структуре и хлађења у мирном ваздуху. Област температура нормализације челика је приказана на слици 5-4. При томе услед фазних трансформација настаје уситњавање металних зрна и хомогенизација структуре. Ова структура се назива нормална структура, јер се све промене структуре изазване каљењем, жарењем, деформисањем, заваривањем уклањају нормализацијом. Уситњавање структуре настаје тако што се при загревању не мења значајно величина зрна, јер из сваког зрна ферита или перлита настаје зрно аустенита, али при хлађењу из једног зрна аустенита настаје више зрна ферита или перлита.
Нормализацијом се знатно побољшавају механичка својства челика као што су напон течења, затезна чврстоћа, издужење, сужење попречног пресека и жилавост. Финоћа нормализоване структуре зависи од брзине загревања, времена држања и брзине хлађења. Уколико је већа брзина загревања, краће држање на температури нормализације и нижа температура, утолико је структура после нормализације финија. Већа брзина загревања и краће држање не дозвољавају пораст зрна при аустенитизацији а већа брзина хлађења доводи до појаве већег броја центара прекристализације и самим тиме ситнозрнастије структуре.

## Каљење
Каљење челика је поступак обраде челика загревњем на температуре од 750 до 950 °C, после чега се задржава на тој температури, а затим брзо хлади. Циљ каљења је повећање тврдоће и чврстоће челика. Загревање се врши до добијања аустенитне структуре (чврст раствор угљеника у гвожђу), знатно веће чврстоће од: ферита и перлита. Делови се загревају по посебном режиму, у зависности од врсте челика, облика дела, врсте пећи и расхладног средства. Брзим хлађењем аустенита настају структуре каљења: мартензит, беинит, трустит и сорбит.
Мартензит представља пресићени чврст раствор угљеника у решетки гвожђа. Има тетрагоналну решетку и настаје бездифузионом трансформацијом аустенита, при брзом хлађењу.
Беинит је прелазна структура која има карактеристике и бездифузионе и дифузионе трансформације аустенита. Трансформација се одвија бездифузионим путем, а на крају ове трансформације настаје субмикроскопско издвајање честица цементита.
Трустит и сорбит представљају смешу ферита и цементита, која настаје дифузионом трансформацијом аустенита, а међусобно се разликују по величини ламела цементита. Уколико се ламеле цементита повежају више од 2000 пута, онда се ради о труститу, а уколико се ламеле могу уочити при већим повећањима светлосног микроскопа (500 до 2000 пута) онда се ради о сорбиту. При мањим повећањима (100 до 500 пута) добијена структура се назива перлит.
Каљење се може различито изводити. Постоје:
- Запреминско, које може бити континуално, у два расхладна средства, степенасто (са прекидом) и изотермално
- Површинско каљење се изводи само континуално, у једном расхладном средству, тако што се загрејани предмет потопи у расхладно средство и остави док се не охлади.

Зависно од врсте челика загревање се врши од одређене температуре:
- Подеутектоидни челици се кале из области аустенита, са температуре која је за 20 до 50 °C изнад GS линије. Код њих, каљење са нижих температура није погодно, јер настаје структура која садржи ферит (мека фаза), који умањује ефекте каљења.
- Надеутектоидни челици се кале из двофазне области (аустенит са честицама секундарног карбида), јер честице карбида које остају у структури после каљења додатно повећавају тврдоћу челика и отпорност на хабање. Међутим, пре каљења челик треба подвргнути меком жарењу да би се честице карбида уситниле. У супротном, нерастворене ламеле цементита на границама зрна доводе до појаве кртости каљених челика. Каљење надеутектоидних челика из аустенитне области би довело до већих термичких и структурних напрезања и појаве веће количине заосталог аустенита после каљења.

Време држања на температури каљења треба да буде довољно да се предмет потпуно прогреј. У случају да се честице карбида не растворе у аустениту, добија се мањи садржај угљеника у аустениту, па су слабији ефекти ојачавања челика. Такође, предуго време држања на температури аустенитизације доводи до раста аустенитног зрна након растварања карбида, при чему се формира крупноигличасти мартензит, који има мању жилавост од ситноигличастог. Када аустенит садржи већи проценат угљеника, он је стабилнији при каљењу, па након каљења заостаје већа количина аустенита.
Брзина хлађења треба да буде довољно велика да се оствари захтевана структура челика (нпр. мартензит), међутим, каљење треба изводити што блажим расхладним средствима да би настала што мања унутрашња напрезања. Најјаче расхладно средство је ледена и/или слана вода, затим редом следе: вода собне температуре, топла вода, уље, компримовани ваздух, миран ваздух итд.
Ако се користе два расхладна средства, прво се потапање врши у јаче расхладно средство, да би се избегло стварање перлита у области дифузионе трансформације аустенита, а затим се предмет пребаци у слабије расхладно средство, да би се смањила унутрашња напрезања при бездифузионој, мартензитној трансформацији. Овај начин каљења се примењује код легираних челика веће тврдоће, који су склони појави прслина при каљењу.

#### Степенасто каљење
Прво се предмет потопи у растоп метала или соли, са одређеном температуром, која треба да буде већа од температуре почетка трансформације аустенита у мартензит. При томе, брзина хлађења предмета у растопу соли или метала мора бити довољно велика. Предмет остаје у растопу соли, све док се његова температура не уједначи по целој запремини, а ли тако да не дође до трансформације аустенита у беинит. Након тога предмет се преноси у друго расхладно средство и наставља се са хлађењем до собне температуре, при чему настаје трансформација аустенита у мартензит. Пошто је температура предмета уједначена, мартензитна трансформација је равномернија и долази до мањих унутрашњиг напрезања. Степенасто каљење посебно се примењује, када је предмет сложеног облика и променљивог попречног пресека да би се смањило њихово кривљење.

#### Изотермално каљење
Изотермално каљење се формално изводи на сличан начин као степенасто каљење, али је други механизам каљења у односу степенасто каљење. Температура растопа соли или метала у који се потапа загрејани предмет је виша него код степенастог каљење, а бира се у зависности од жељене структуре. Изводи се у случају када треба обезбедити равномерну, контролисану трансформацију аустентита у трустит или сорбит.

## Отпуштање
Отпуштање представља вид термичке обраде којим се повећава жилавост челика, деформабилност и смањују унутрашња напрезања услед каљења. Температура отпуштања се креће у распону од 100 до 700 °C. Разликује се
- нискотемпературно (150 до 250 °C)
- средњотемпературно (350 до 450 °C) и
- високотемпературно (550 до 650 °C) отпуштање.

Зависно од температуре отпуштања, у структури каљеног челика настају мање или веће промене нестабилних структура каљења, почев од ограничене дифузије атома угљеника, затим издвајања честица цементита и на крају рекристализације металне основе. Време држања треба да омогући потпуно одвијање фазних промена карактеристичних за изабрану температуру отпуштања:
- Нискотемпературним отпуштањем се постижу најмање промене чврстоће каљеног челика. При загревању мартензита од 150 до 250 °C настаје померање атома угљеника унутар решетке мартензита и смањење степена тетрагоналностим, при чему настаје извесно смањење тврдоће, чврстоће и унутрашњих напона, а повећава се жилавост. Мартензит отпуштања задржава игличасти изглед мартензита каљења, а услед отпуштања добија тамнију нијансу. Остале структуре каљења (трустит, сорбит итд.) се не мењају при нискотемпературном отпуштању.
- Средњотемпературно отпуштање доводи до значајнијих промена механичких карактеристика у смеру смањења чврстоће и повећања жилавости. У структури мартензита каљења настаје издвајање веома ситних честица цементита поред већ наведеног прелаза у кубни мартензит, док се још увек задржава карактеристичан изглед мартензита. При средњотемпературном отпуштању ламеларног трустита каљења настаје зрнасти трустит отпуштања. Са повишењем температуре отпуштања настаје укрупњавање карбида тако да они постају видљиви оптичким микроскопом.
- При високотемпературном отпуштању настаје рекристализација феритне основе и структура губи игличасти изглед карактеристичан за каљено стање. Карбиди толико порасту да постају јасно видљиви оптичким микроскопом и имају зрнасти облик. У нижем опсегу температура високотемпературног отпуштања настаје сорбит а при вишим температурама перлит отпуштања.

#### Ојачавање површинских слојева
Одавно је познат значај стања површина машинских делова на њихово понашање у радним условима. Радно оптеререћење се директно преноси преко површине и она је најјаче оптерећена. Ојачавањем површинских слојева машинских делова значајно се може повећати љихов радни век и смањити цена, посебно ако се ради о деловима великих димензија. При томе се основни материјал тако димензионише да може да издржи радна оптерећења и задржи првобитни облик и димензије а површински слој се подеси тако да има добру отпорност на хабање и/или корозиону постојаност. У неким случајевима ојачавања површина, формира се и међуслој, који може бити непоходан из технолошких разлога или се он формира да би смањила могућност појаве и преношења прслина из површинског, тврдог слоја у основни материјал при термичкој обради или загревању површинског слоја услед рада. Међуслојем се, такође, може смањити дифузија између ојачаног слоја и основног материјала. Уколико се при формирању ојачаног слоја стварају и преднапони притиска у њему, онда такав слој има повећану динамичку чврстоћу челика.
Поступци ојачавања површина челика се могу сврстати у три групе:
- механички поступци ојачавања површина (сачмарење, ваљање)
- термички поступци (индукционо или пламено површинско каљење, претапање површинских слојева)
- термо-хемијски поступци (цементација, нитрирање, јонско нитрирање и др.)

Када се разматра ојачавање површина челика треба додати и поступке наношења тврдих слојева на површину челика из омекшале, течне или гасне фазе.

#### Ојачавање механичким поступцима
Деформационо ојачавање танког слоја на површини челика доводи до стварања унутрашњих напона у челику, који су последица разлика у степену деформација почев од површине ка унутрашњости. Преднапони притиска који остају после деформације смањују могућност појаве прслина услед радних напона затезања. Најбољи ефекти ојачавања се постижу у случају када је ојачани слој велике површине а мале дебљине.
Сачмарење. Поступак се изводи тако што се млаз ситних челичних куглица (сачме) усмери на површину предмета уз помоћ сабијеног ваздуха. Услед удара челичних куглица у површину предмета, површина се пластично деформише и услед тога ојачава. При томе се услед пластичне деформације јављају заостали напони.

##### Хабање
Ојачавање површине челика смањује хабање површине и продужава радни век а преднапони притиска повећавају динамичку чврстоћу тако да се машински део може оптеретити већим затезним напонима.
Овај поступак је погодан за ојачавање површина термички обрађених и делова кованих на повишеним температура, јер се сачмарењем уједно и очисти површина од оксида. Такође се могу сачмарити и делови који су сложенијег и несиметричног облика. На степен ојачавања и квалитет површине утичу: величина и брзина куглица, време сачмарења, угао снопа куглица у односу на површину и сл.

##### Ваљање
Овај поступак је у суштини исти као претходни, али се може применити на равански или осно симетричне делове тракастог или плочастог облика. При пролазу таквих делова између ваљака са тачно изабраним степеном деформације и пречником ваљака изазива се деформација површинских делова и одговарајуће ојачавање. 
Осим сачмарења и ваљања могу се применити и други поступци деформације да би се локално деформисали машински делови у циљу повећања динамичке чврстоће.

#### Ојачавање термичким поступцима
При овим поступцима ојачавање површина настаје услед неког поступка загревања при чему се хемијски састав површине не мења. У ову групу поступака спада индукционо и пламено каљење, каљење електронским снопом, каљење ласером, каљење потапањем у растоп и сл. Овим поступцима се подвргавају нелегирани или нисколегирани челици са садржајем угљеника од 0,35 до 0,8%. Тврдоћа окаљеног слоја расте са повећањем садржаја угљеника а тврдоћа основног материјала зависи од претходне термичке обраде.

##### Пламено каљење
Изводи се загревањем површина гасним пламеном и одмах након тога се врши хлађење млазом воде.
Загревањем треба да се у површинском слоју оствари аустенит, који се брзим хлађењем трансформише у мартензит. Дубина закаљене зоне зависи од температуре пламена, брзине померања пламена и хемијског састава челика. За загревање површине може се користити пламен ацетилена, керозина и др. Пламен ацетилена има температуру од 3.200 °C, брзо загрева површину али постоји већа могућност прегревања површине, док је пламен керозина ниже температуре (2.300 °C) али су трошкови загревања керозином већи у односу на загревање ацетиленом. Облик горионика треба да буде прилагођен облику површине која се кали, али се може толерисати веће одступање облика у односу на поступак индукционог каљења. Након површинског каљења изводи се нискотемпературно отпуштање.

##### Индукционо каљење
Заснива се на појави вихорних струја у површинском слоју челика под утицајем магнетног поља индуктора, слика 5-10. Индуктор представља бакарни проводник обликован према машинском делу који се површински ојачава. Метода је погодна за делове константног попречног пресека и простијег облика. Индуктори већих снага се хладе водом која се креће кроз шупљи бакарни проводник. Индуктор загрева површину челика до аустенитне области а затим се она хлади млазом воде, или ако је предмет погодног облика одвођењем топлоте кроз околни материјал према незагрејаном делу предмета. Дубина закаљеног слоја зависи од учестаности наизменичне струје, брзине померања индуктора и хемијског састава челика. Предности овог поступка у односу на пламено каљење су чистије површине, мање расипање енергије, прецизније регулисање процеса а недостаци су скупља апаратура (трансформатор и уређај за регулацију) и то што поступак није погодан за делове сложеног и несиметричног облика.
Каљење ласером. Као извор топлоте код ове методе се користи ласерски сноп светлости. Померањем снопа по површини (или обрнуто померањем предмета) загрева се површина дуж линије померања. Због велике концентрације енергије загревање се изводи обично импулсно и након престанка дејства снопа настаје брзо хлађење услед одвођења топлоте кроз основни материјал. Уколико ласерски сноп поново пређе истом путањом смањеном снагом настаје отпуштање каљених области површина. Ова метода је погодна за повећање тврдоће линијских области на површини челичних делова, као што су нпр. ивице финих машинских делова изложене хабању, ивице резних алата за просецање, деформисање и сл.

##### Каљење површина потапањем
Поступак каљења површинских слојева потапањем у растоп соли (BaCl, KCl) или метала (Cu-Sn, SL) се изводи тако што се машински део краткотрајно потопи у растоп загрејан на температуру, која је бар за 100 °C већа од температуре каљења. При томе се због релативно кратког потапања загреје само површински слој који се наредним хлађењем окали. Време држања у растопу се одређује експериментално и зависи од димензија и облика предмета који се површински кали, од температуре растопа, врсте челика и сл.

#### Ојачавање термо-хемијским поступцима
Ови поступци се карактеришу променом хемијског састава која настаје услед дифузије једног или више елемената из околине у површину челика, на повишеним температурама. Може се површина челика обогатити угљеником (цементација), азотом (нитрирање), угљеником и азотом (цијанизација), алуминијумом (алитирање), бором (борирање) и др. Такође, хемијски састав површине се може променити локалним легирањем површине при чему се загревање површине изводи ласером.

#### Цементација
Поступак цементације је најстарији поступак термо-хемијске обраде. Примењује се на нискоугљеничне челике (са највише 0,25% угљеника), који имају велику жилавост и који се не могу калити. Цементацијом се повећа садржај угљеника у површинском слоју, повећа се прокаљивост, па се на тај начин омогући израда делова велике површинске тврдоће са жилавим језгром. Осим угљеничних челика цементација се изводи и на нисколегираним челицима (хром, манган, никал и/или молибден).
Поступак цементације се изводи на температури А3 која је за ниско угљеничне челике релативно висока, преко 900 °C, и при којој је растворљивост угљеника у аустениту преко 1%. Са повишењем температуре дифузија се одвија брже, али истоврмено постоји могућност пораста зрна аустенита. Зависно од средине у којој се одвија цементација разликујемо цементацију у чврстој, течној и гасовитој средини.
Цементација у чврстој средини.
Делови који се цементирају распореде се у заптивене кутије заједно са дрвеним угљем, коксом и алкалним једињењима и загреју на температуру од 900 до 950 °C. У унутрашњости кутије се ствара мешавина угљен-моноксида и угљен-диоксида а присуство алкалних једињења убрзава хемијске реакције које доводе до издвајања угљеника у атомском облику. На површини челика се угљен-моноксид разлаже на угљеник и угљен-диоксид, угљеник се раствара у аустениту а угљен-диоксид реагује са ужареним дрвеним угљем стварајући поново угљен-моноксид. Током цементације прво на површини челика порасте садржај угљеника а онда се даље дифузијом угљеник премешта према унутрашњости челика.
Предности овог поступка су једноставност и лако извођење и у примитивним условима. Економски се исплати цементирати делове великих димензија тако да паковање и распаковање делова чине сразмерно мали део укупног времена цементације. Такође се могу остварити релативно велике дубине цементације (које износе до 2 mm).
Недостаци овог поступка су велико време цементације (десетине сати), јер је дрвени угаљ слаб проводник топлоте, кутије треба да буду израђене од ватросталног материјала, да не би брзо кородирале, делови морају да се термички обрађују после цементације. Каљење директно са температуре цементаицје није погодно, јер је температура цементације знатно већа од температуре каљења, па се делови морају прво охладити а онда поново загрејати.
Цементација у течној средини.
Делови који треба да се цементирају загревају се у растопу соли на 850 до 930 °C. Обично се користе смеше соли које садрже пре свега натријум-цијанид (NaCN), из кога се издваја слободни угљеник, затим хлориде који успоравају разлагање и једињења баријума или стронцијума, који убрзавају прелаз угљеника у површину челика. При разлагању цијанида издваја се и нешто азота, који повољно утиче на цементацију.
Предности цементације течној средини су брже одвијање процеса загревања, јер се топлота директно преноси са растопа на делове који се цементирају. Такође се може остварити уштеда енергије пошто се делови могу директно калити са температуре цементације.
Недостаци овог поступка су нестабилност течног средства за цементацију, оно се разлаже и у додиру са ваздухом, тако да мора прекрити графитом. Способност течног средства за цементацију се јако мења у току цементације, тако да се мора одржавати додавањем нове количине соли. Средство за цементацију јако нагриза лонац у коме се налази и теже се могу заштити делови површине који не треба да се цементирају.
Цементација у течној средини се економски исплати за мале делове, који се цементирају по целој површини са мањим повећањем садржаја угљеника.

##### Гасна цементација
Одвија се на исти начин као и цементација у чврстој средини али се угљеник издваја из гасова. Углавном се користе неутрални гасови који садрже угљеник, нпр. градски или генераторски гас, из којих се морају уклонити штетне примесе као што су сумпор-диоксид, угљен-диоксид, вода и сл. Такође се могу користити течни угљоводоници као што је нпр. пропан да би се подесила количина угљеника при цементацији.
Предности поступка гасне цементације су брзо одвијање процеса, нема ограничења у погледу величине делова који се цементирају или у погледу дубине цементације, процес се може прецизно регулисати.
Недостатак је висока цена уређаја за производњу гасова и регулацију састава, парцијалних притиска, протока гасова итд.

#### Нитрирање
Нитрирање представља термо-хемијски процес обогаћивања површине челика азотом. За разлику од цементације при нитрирању само обогаћивање површине азотом доводи до повећања чврстоће и тврдоће, без додатне термичке обраде. Наиме азот гради нитриде у површинском слоју челика што доводи до значајног повећања тврдоће. Азот се може обезбедити на различите начине у поступку нитирирања, тако да ојачани слој има различита својства.
При температурама нитрирања (од 350 до 580ºC структура челика се састоји од ферита који може да раствори до 0,1% азота. При нитрирању се прво формира се танак слој на површини (максималне дебљине до 30 um) састављен од две врсте нитрида железа. У састав нитрида могу да уђу и легирајући елементи као што су алуминијум, хром, молибден или ванадијум. Испод наведеног слоја једињења се формира зона дифузије, која је до сто пута дебља у односу на слој једињења. У зони дифузије су такође присутни нитриди чија густина постепено опада почев од слоја нитрида ка унутрашњости челика. Због постепеног прелаза (тј. постепеног смањивања садржаја азота) од зоне једињења преко дифузионе зоне ка унутрашњости челика нитрирани слој се веома чврсто држи на површини. Уколико су у нитрираном челику присутни и претходно наведени легирајући елементи онда тврдоћа слоја једињења достиже вредност од 1500 HV а слој има одличну постојаност према хабању, има добру корозиону постојаност, ватроотпорност и веома је крт. Дифузиона зона има већи напон течења и отпорност према хабању у односу на основни материјал.
Зависно од поступка разликујемо нитрирање у гасној, течној средини и нитрирање у плазми.
Гасно нитрирање. За овај поступак се користи амонијак који је на температури нитрирања од 500 ºC у гасном стању. При његовом разлагању на наведеној температури ослобађа се атомизирани азот, који прелази у површину челика. После нитрирање у трајању од 20 часова нитрирани слој је дебљине 0,3 mm. Хлађење се одвија спора да се не би уносили напони затезања.
Нитрирање у течној средини. Као средство за нитрирање се користи растоп цијанида и цијаната на температури од 550 до 580ºC. На овим температурама ферит апсорбује само азот а не и угљеник, који се такође ослобађа из растопа цијанида и цијаната.
Примена ових поступака нитрирања је у извесној мери ограничена непријатним мирисом амонијака и штетним деловањем цијанида, иако поступак нитрирања има значајне предности, као нпр. није потребна термичка обрада после нитрирања, јер је температура нитрирања релативно мала, не долази до промена димензија после нитрирања алатних челика, нитрирани слој има одличне радне каракеристике, поступак није претерано дуг и сл. Као недостатак овог поступка некад се може јавити немогућност да се релативно лако оствари већа дебљина слоја.
Поступак нитрирања се примењује за ојачавање површина навојних вретена, пужева екструдера и преса за пластичне масе, зупчаника и других делова за мењаче и моторе, хидрауличних цилиндара, пумпи и др.
Нитрирање у плазми. Представља новији поступак нитрирања. Плазмено стање гаса се остварује у вакуумираној комори у условима тињавог пражњења. Предмет који се нитрира негативно се наелектрише (катода) и помоћу једносмерне струје, напона до 300 V, позитивни јони азота се усмеравају према предмету. Кинетичка енергија јона азота се претвара у топлоту при удару у површину предмета, тако да се он загреје на 470 до 580ºC. Формирана зона једињења је тања у односу на слој формиран при претходно описаном нитрирању и састављена само од једне врсте нитрида, тако да има већу жилавост у односу на друге поступке наношења тврдих слојева.
Предности нитрирања у плазми су веће могућности утицања на процеса нитрирања помоћу регулације температуре, напона, атмосфере и времена нитрирања.

##### Ласерско легирање
Поступак се легирања се изводи на следећи начин. Површина која се легира се прекрије прашкастим легирајућим материјалом и затим дејством ласера стопи. При томе се измеша стопљени челик са легирајућим елементима и заједно очврсне. Степен легираности површинског слоја челика зависи од дебљине слоја прашкастог легирајућег материјала, дебљине стопљеног слоја челика, температуре стопљеног слоја и времена у току кога је слој у течном стању, као и других фактора.
Предност овог поступка легирања су велике могућности у погледу остваривања различитог хемијског састава на веома малим површинама, које могу имати и сложен облик, затим остваривања слојева тешко топљивих метала на челику и сл.

##### Наношење тврдих слојева на површину челика
Наношење тврдих слојева на површину челика се изводи са истим циљем као и ојачавање површина челика. Дебљина и својства нанесеног слоја могу бити различите, зависно од поступка наношења и агрегатног стања материјала који се наноси на површину челика. Формирање тврдих слојева на површини челика представља подгрупу веће групе поступака наношења слојева на различитим материјалима у циљу побољшања корозионе постојаности, изгледа или других својстава површина. Такође, може бити нането више слојева са различитом наменом на површини предмета.
У циљу повећања чврстоће и тврдоће површинских слојева машинских делова могу се применити следећи поступци: потапање делова у растопљени метал, прскање растопљеног метала или легуре на површину челика, наваривање, таложење из парне фазе и галванско наношење слојева. Од наведених поступака посебно треба издвојити таложење из парне фазе, поступци којима се остварују веома танки, веома тврди слојеви који одлично приањају за површину челика. Разликује се физичко (PVD) и хемијско (CVD) таложење из парне фазе.

##### Физичко таложење из парне фазе ПВД
Добијају се слојеви чистих метала на површини машинских делова (алуминијум, хром, никал, титан и др.) слојеви једињења (карбиди титана, тантала, молибдена, нитриди титана, тантала, молибдена, борид железа и др.), као и слојеви неметала (полимери, угљеник у облику дијаманта). Материјал који се таложи, прво се доводи у парну фазу испаравањем у вакууму. После тога се честице испареног материјала усмеравају електричним пољем на негативно наелектрисану површину челика, који треба да се ојача. Поступак се изводи на релативно ниским температурама које износе од 200 до 500 °C. Дебљина формираног слоја је реда микрометара. Да би слој био једнаке дебљине делови компликованог облика морају планетарно ротирати у радном простору коморе за PVD поступак. Предност овог поступка је ниска температура процеса, при чему се могу наносити слојеви на завршно обрађене делове, без потребе за додатном термичком или механичком обрадом. Најчешће се примењује за наношење слојева нитрида титана, на резни алат од брзорезног челика или тврдих легура.

##### Хемијско таложење из парне фазе (ЦВД)
Код овог поступка тврди слој настаје реакцијом гасова на површини челика, који се ојачава при релативно високим температурама (1000ºC). Такође се могу формирати слојеви чистих метала (молибден, никал), једињења (карбиди титана, волфама, силицијума, нитриди титана, бора, оксид алуминијума и др.) Кретање честица у комори није усмерено тако да се формира равномерни слој без потреба предузимања посебних мера. При рекцији хемијског таложења настају споредни продукти хемијске реакције који се морају уклањати из коморе. Као пример за ЦВД поступак може да послужи издвајање и таложење карбонитрида титана из смеше хлорида титана, метана и азота:
У овој реакцији на површини метала се издваја карбонитрид титана, а споредни продукт је хлороводонична киселина (HCl). Да би се процес одвијао брзо, температура мора бити висока. Побољшање процеса се састоји у замени хлорида цијанидима при чему се температрура може спустити на 700 до 900 °C. Даље снижење температуре (на 300 до 700ºC) је могуће ако се оствари плазмено стање у комори помоћу електричног поља. Тиме се смањује разлика између ЦВД и ПВД поступка. ЦВД поступком се најчешће наноси карбид титана на делове алата за обраду челика пластичном деформацијом и резањем. Предност овог поступка је равномерност дебљине нанетог слоја а недостатак је потреба за високим температурама у циљу убрзања процеса као и потреба за додатном термичком обрадом челика.